# Leichtathletik-Weltmeisterschaften 2015/400 m Hürden der Männer

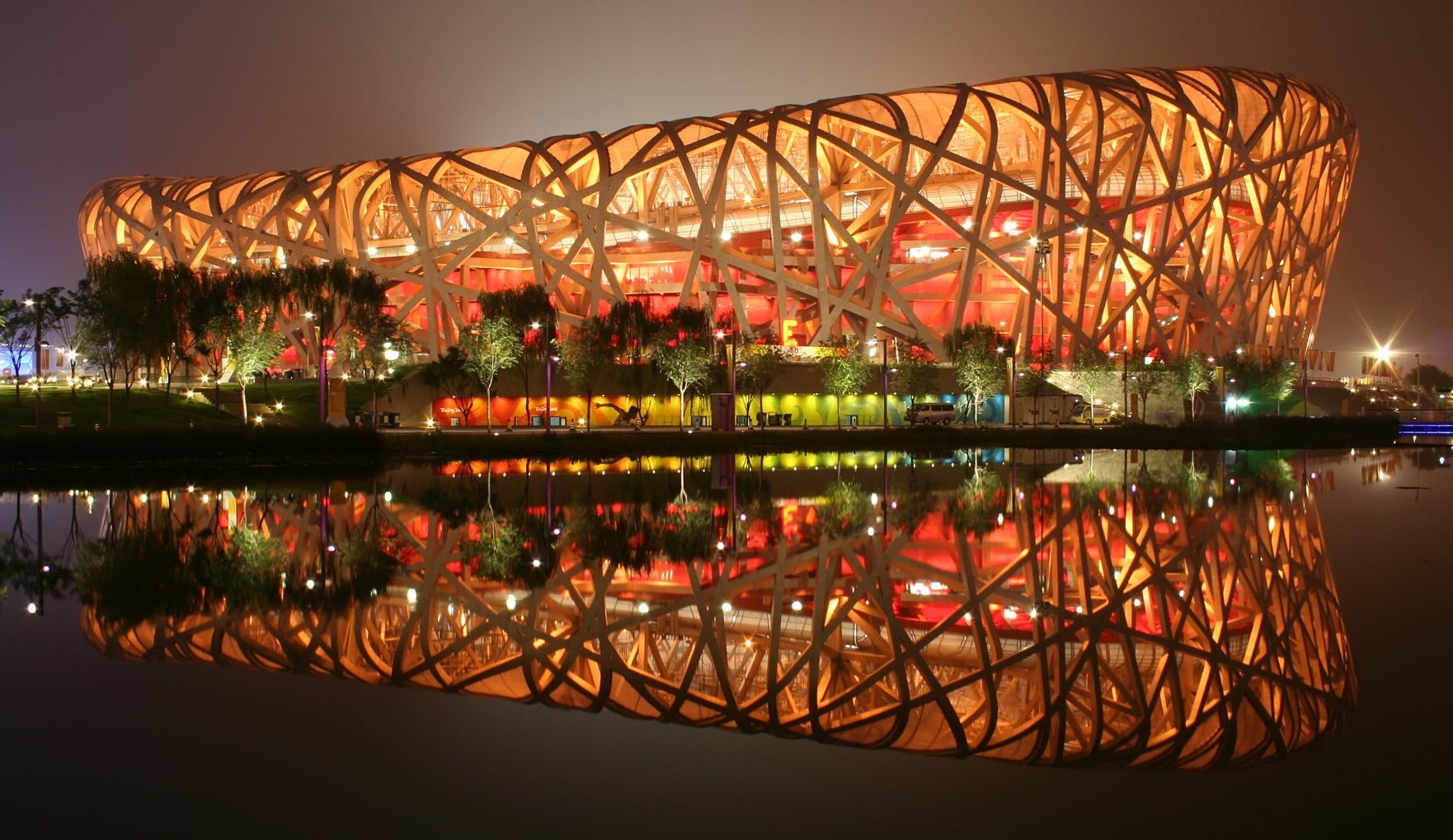
Das Nationalstadion Peking während der Weltmeisterschaften

Der 400-Meter-Hürdenlauf der Männer bei den Leichtathletik-Weltmeisterschaften 2015 wurde am 22., 23. und 25. August 2015 im Nationalstadion der chinesischen Hauptstadt Peking ausgetragen.
Es siegte der Dritte der Afrikameisterschaften 2014 Nicholas Bett aus Kenia, der im Jahr zuvor bei den Afrikameisterschaften außerdem Bronze mit der 4-mal-400-Meter-Staffel seines Landes gewonnen hatte. Vizeweltmeister wurde russische EM-Dritte von 2014 Denis Kudrjawzew. Bronze errang Jeffery Gibson von den Bahamas.

## Bestehende Rekorde
| Weltrekord | Kevin Young | 46,78 s | OS in Barcelona, Spanien     | 6. August 1992  |
| WM-Rekord  | Kevin Young | 47,18 s | WM in Stuttgart, Deutschland | 19. August 1993 |

Der bestehende WM-Rekord wurde bei diesen Weltmeisterschaften nicht eingestellt und nicht verbessert.
Es gab eine Weltjahresbestleistung und sieben Landesrekorde:
- Weltjahresbestleistung:
  - 47,79 s – Nicholas Bett (Kenia), Finale
- Landesrekorde:
  - 49,58 s – Michael Cochrane (Neuseeland), erster Vorlauf
  - 48,89 s – Yasmani Copello (Türkei), vierter Vorlauf
  - 48,46 s – Yasmani Copello (Türkei), zweites Halbfinale
  - 48,87 s – Abdelmalik Lahoulou (Algerien), erstes Halbfinale
  - 48,37 s – Jeffery Gibson (Bahamas), zweites Halbfinale
  - 48,17 s – Jeffery Gibson (Bahamas), Finale
  - 48,05 s – Denis Kudrjawzew (Russland), Finale

## Vorläufe
Aus den fünf Vorläufen qualifizierten sich die jeweils vier Ersten jedes Laufes – hellblau unterlegt – und zusätzlich die vier Zeitschnellsten – hellgrün unterlegt –  für das Halbfinale.

### Lauf 1

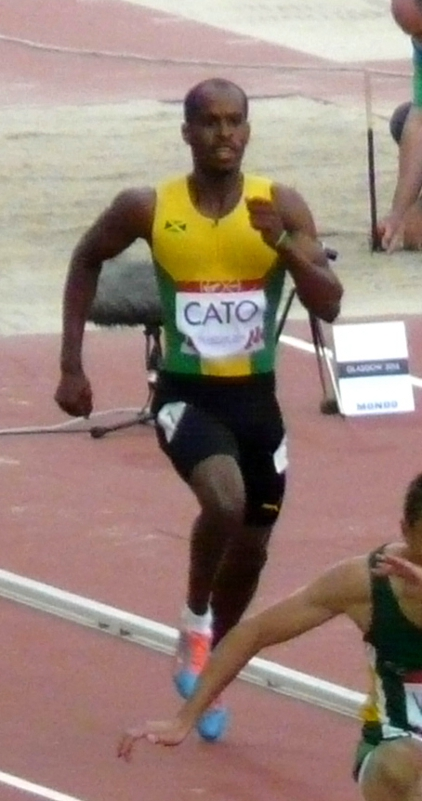
Roxroy Cato – ausgeschieden als Sechster in 49,47 s

22. August 2015, 18:35 Uhr (12:35 Uhr MESZ)
| Platz | Bahn | Name                | Land        | Zeit (s) |
| ----- | ---- | ------------------- | ----------- | -------- |
| 1     | 9    | Nicholas Bett       | Kenia       | 48,37    |
| 2     | 6    | Timofei Tschaly     | Russland    | 49,05 SB |
| 3     | 5    | Jeffery Gibson      | Bahamas     | 49,09    |
| 4     | 7    | Kurt Couto          | Mosambik    | 49,15 SB |
| 5     | 2    | Abdelmalik Lahoulou | Algerien    | 49,33    |
| 6     | 3    | Roxroy Cato         | Jamaika     | 49,47    |
| 7     | 8    | Michael Cochrane    | Neuseeland  | 49,58 NR |
| 8     | 4    | Takayuki Kishimoto  | Japan       | 49,78    |
| 9     | 1    | Eric Alejandro      | Puerto Rico | 49,94    |

### Lauf 2

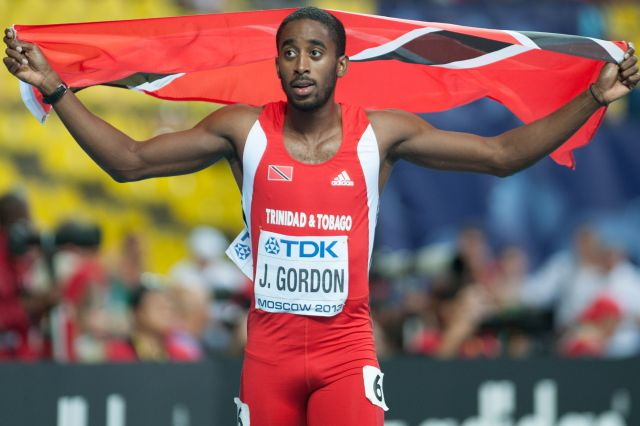
Jehue Gordon (hier nach seinem WM-Titel 2013) – ausgeschieden als Siebter in 49,91 s

22. August 2015, 18:43 Uhr (12:43 Uhr MESZ)
| Platz | Bahn | Name                  | Land                | Zeit (s) |
| ----- | ---- | --------------------- | ------------------- | -------- |
| 1     | 3    | Boniface Tumuti       | Kenia               | 48,79 PB |
| 2     | 4    | Michael Tinsley       | USA                 | 48,91    |
| 3     | 8    | Javier Culson         | Puerto Rico         | 49,02    |
| 4     | 5    | Louis Jacobus van Zyl | Südafrika           | 49,12    |
| 5     | 6    | Leford Green          | Jamaika             | 49,33    |
| 6     | 7    | Yūta Konishi          | Japan               | 49,58 SB |
| 7     | 2    | Jehue Gordon          | Trinidad und Tobago | 49,91    |
| 8     | 9    | Maoulida Darouèche    | Komoren             | 53,06    |
| DNS   | 1    | Andrés Silva          | Uruguay             |          |

### Lauf 3

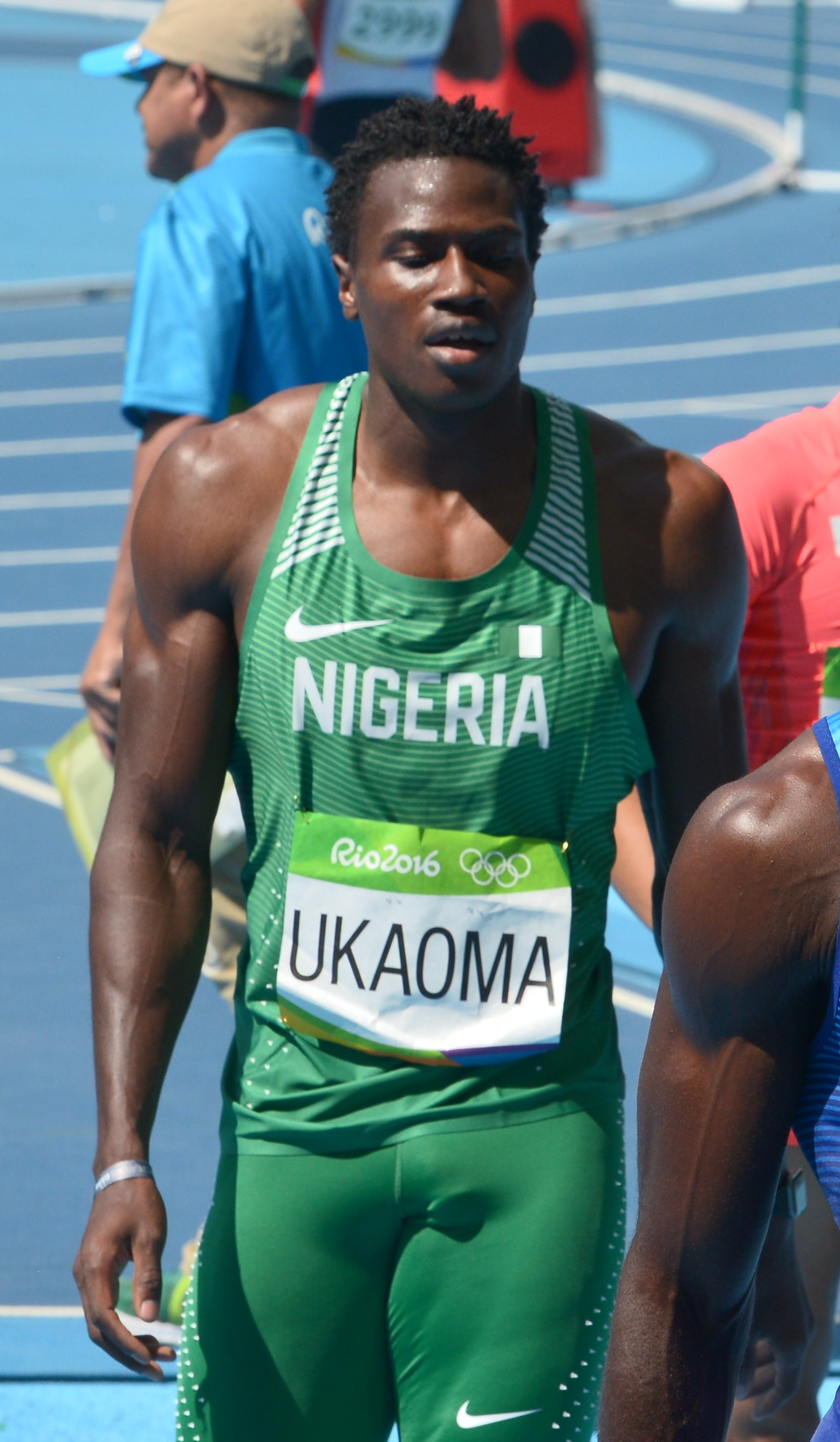
Miles Ukaoma – ausgeschieden als Fünfter in 49,38 s

22. August 2015, 18:51 Uhr (12:51 Uhr MESZ)
| Platz | Bahn | Name              | Land           | Zeit (s) |
| ----- | ---- | ----------------- | -------------- | -------- |
| 1     | 6    | Kerron Clement    | USA            | 48,75    |
| 2     | 7    | Niall Flannery    | Großbritannien | 48,90 SB |
| 3     | 5    | Kariem Hussein    | Schweiz        | 49,08    |
| 4     | 8    | Annsert Whyte     | Jamaika        | 49,10    |
| 5     | 9    | Miles Ukaoma      | Nigeria        | 49,38    |
| 6     | 2    | Saber Boukemouche | Algerien       | 51,54    |
| DSQ   | 3    | Mohamed Sghaier   | Tunesien       |          |
| DNS   | 4    | Cornel Fredericks | Südafrika      |          |

### Lauf 4

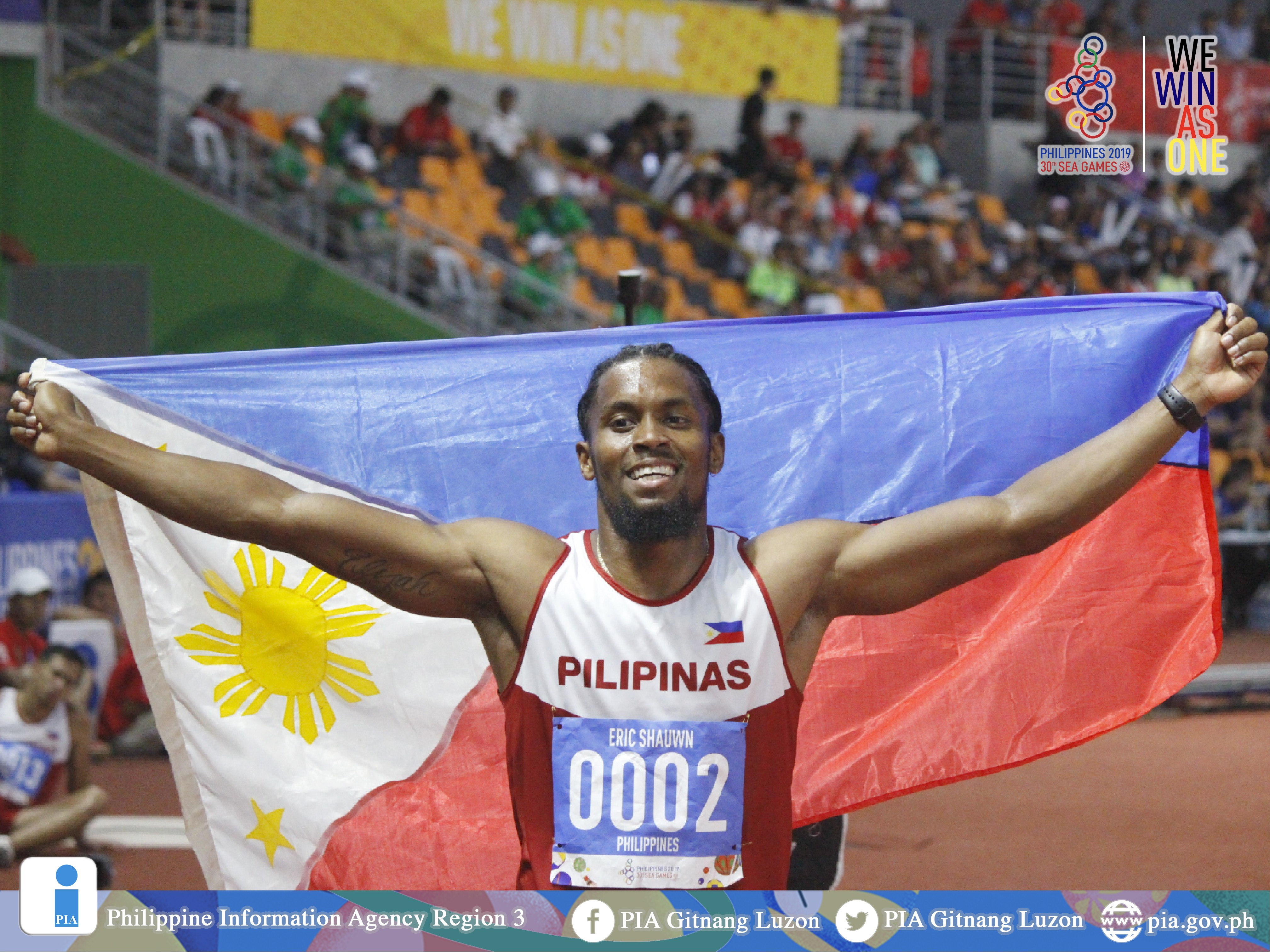
Eric Cray – ausgeschieden als Sechster in 50,04 s
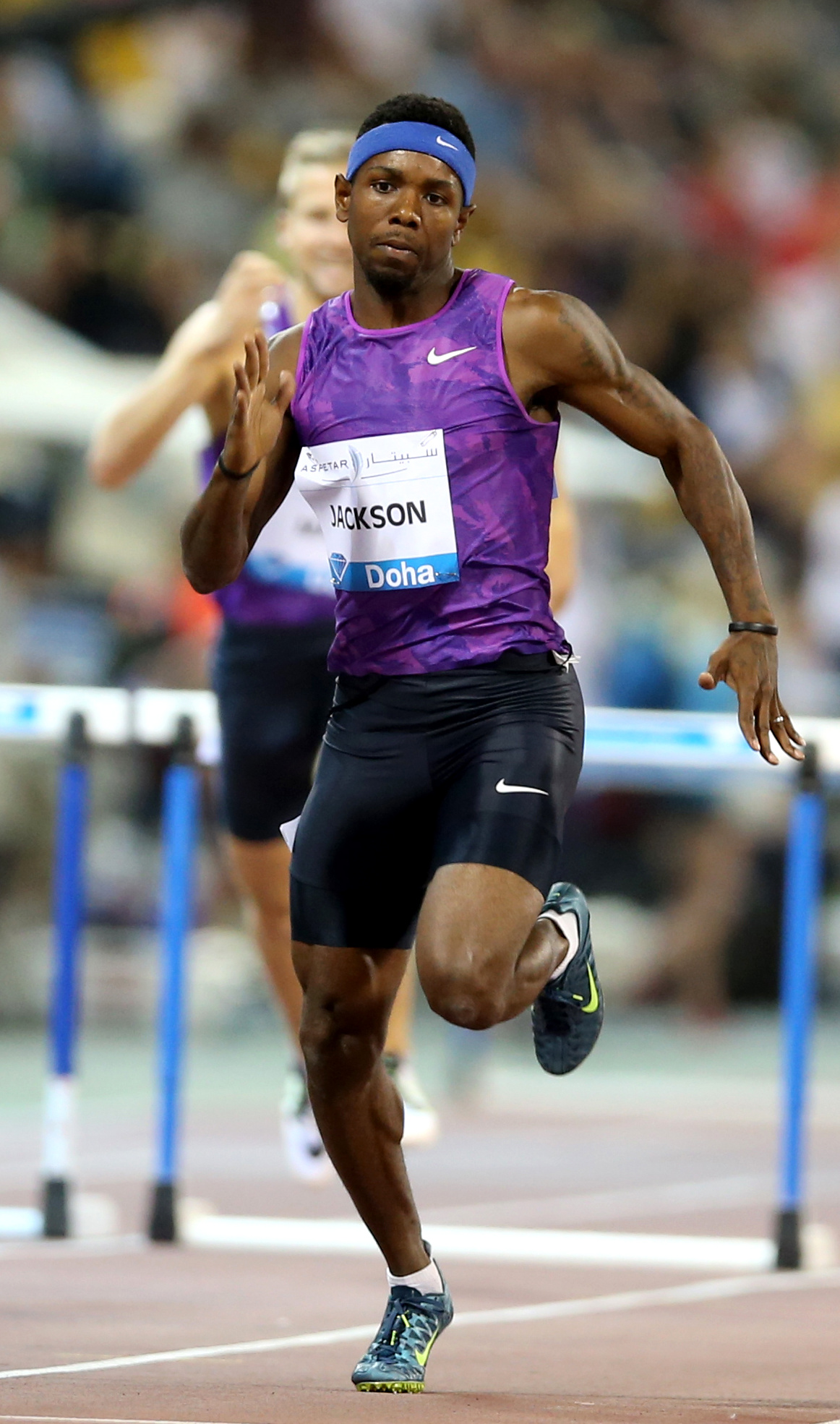
Bershawn Jackson (u. a. Weltmeister von 2005): – ausgeschieden als Siebter in 50,14 s

22. August 2015, 18:59 Uhr (12:59 Uhr MESZ)
| Platz | Bahn | Name                   | Land                | Zeit (s) |
| ----- | ---- | ---------------------- | ------------------- | -------- |
| 1     | 8    | Yasmani Copello        | Türkei              | 48,89 NR |
| 2     | 3    | Rasmus Mägi            | Estland             | 49,18    |
| 3     | 9    | Thomas Barr            | Irland              | 49,20    |
| 4     | 2    | Cheng Wen              | Volksrepublik China | 49,56 PB |
| 5     | 4    | Iwan Schabljujew       | Russland            | 49,56    |
| 6     | 6    | Eric Cray              | Philippinen         | 50,04    |
| 7     | 5    | Bershawn Jackson       | USA                 | 50,14    |
| 8     | 7    | Johannes Hardus Maritz | Namibia             | 51,10    |
| DNS   | 1    | Jack Green             | Großbritannien      |          |

### Lauf 5
22. August 2015, 19:07 Uhr (13:07 Uhr MESZ)
| Platz | Bahn | Name                | Land     | Zeit (s) |
| ----- | ---- | ------------------- | -------- | -------- |
| 1     | 7    | Denis Kudrjawzew    | Russland | 48,51 PB |
| 2     | 1    | Patryk Dobek        | Polen    | 48,94    |
| 3     | 3    | Johnny Dutch        | USA      | 48,97    |
| 4     | 8    | Yūki Matsushita     | Japan    | 49,34    |
| 5     | 4    | Aron Koech          | Kenia    | 49,38 PB |
| 6     | 5    | Michaël Bultheel    | Belgien  | 49,38    |
| 7     | 6    | Miloud Rahmani      | Algerien | 50,21    |
| 8     | 2    | Jaak-Heinrich Jagor | Estland  | 50,29    |
| 9     | 9    | Amadou Ndiaye       | Senegal  | 52,40    |

## Halbfinale
Aus den drei Halbfinalläufen qualifizierten sich die beiden Ersten jedes Laufes – hellblau unterlegt – und zusätzlich die beiden Zeitschnellsten – hellgrün unterlegt – für das Finale.

### Lauf 1

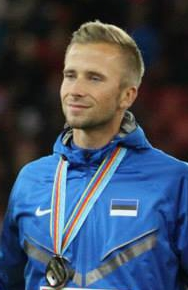
Rasmus Mägi (hier bei der Siegerehrung nach seinem Vize-EM-Titel 2014) – ausgeschieden als Fünfter in 48,76 s
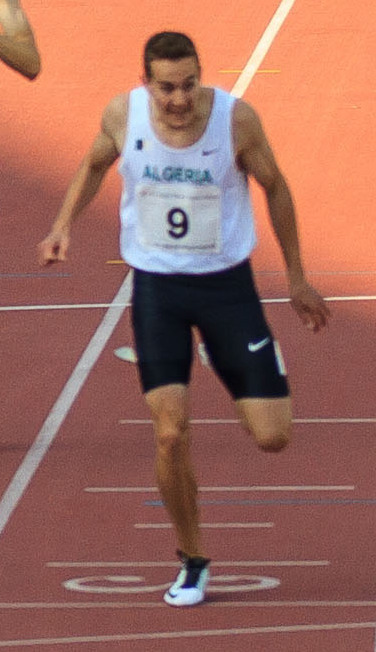
Abdelmalik Lahoulou – ausgeschieden als Sechster mit algerischem Landesrekord in 48,87 s
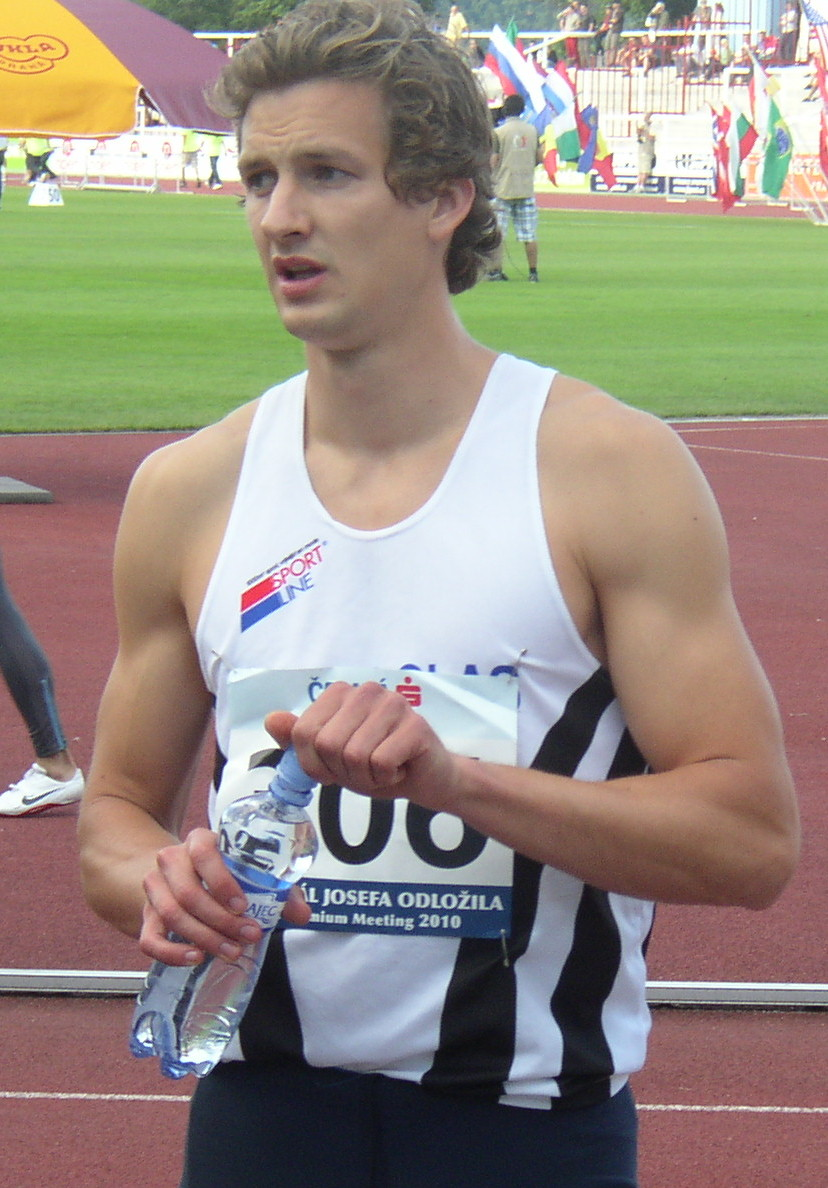
Michaël Bultheel – ausgeschieden als Achter in 49,66 s

23. August 2015, 18:40 Uhr (12:40 Uhr MESZ)
| Platz | Bahn | Name                | Land     | Zeit (s) |
| ----- | ---- | ------------------- | -------- | -------- |
| 1     | 7    | Boniface Tumuti     | Kenia    | 48,29 PB |
| 2     | 6    | Kerron Clement      | USA      | 48,50    |
| 3     | 4    | Timofei Tschaly     | Russland | 48,69 PB |
| 4     | 9    | Thomas Barr         | Irland   | 48,71    |
| 5     | 5    | Rasmus Mägi         | Estland  | 48,76    |
| 6     | 2    | Abdelmalik Lahoulou | Algerien | 48,87 NR |
| 7     | 8    | Annsert Whyte       | Jamaika  | 48,90 SB |
| 8     | 3    | Michaël Bultheel    | Belgien  | 49,66    |

### Lauf 2

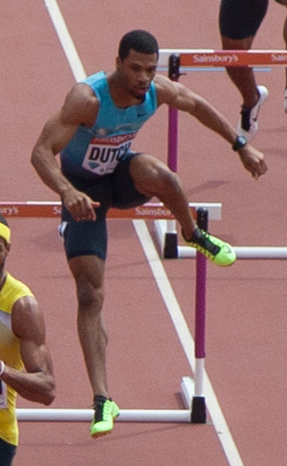
Johnny Dutch – ausgeschieden als Fünfter in 48,74 s
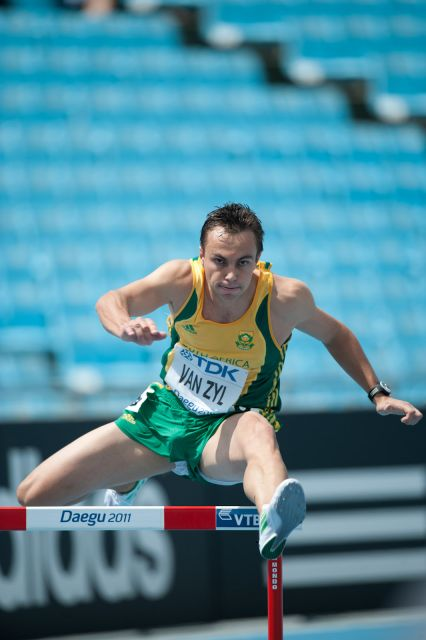
Louis Jacobus van Zyl – ausgeschieden als Sechster in 48,09 s

23. August 2015, 18:48 Uhr (12:48 Uhr MESZ)
| Platz | Bahn | Name                  | Land                | Zeit (s) |
| ----- | ---- | --------------------- | ------------------- | -------- |
| 1     | 7    | Denis Kudrjawzew      | Russland            | 48,23 PB |
| 2     | 9    | Jeffery Gibson        | Bahamas             | 48,37 NR |
| 3     | 6    | Patryk Dobek          | Polen               | 48,40 PB |
| 4     | 5    | Yasmani Copello       | Türkei              | 48,46 NR |
| 5     | 4    | Johnny Dutch          | USA                 | 48,74    |
| 6     | 8    | Louis Jacobus van Zyl | Südafrika           | 48,90    |
| 7     | 2    | Aron Koech            | Kenia               | 49,54    |
| 8     | 3    | Cheng Wen             | Volksrepublik China | 49,62    |

### Lauf 3
23. August 2015, 18:56 Uhr (12:56 Uhr MESZ)
| Platz | Bahn | Name            | Land           | Zeit (s) |
| ----- | ---- | --------------- | -------------- | -------- |
| 1     | 5    | Michael Tinsley | USA            | 48,47    |
| 2     | 4    | Nicholas Bett   | Kenia          | 48,54    |
| 3     | 8    | Kariem Hussein  | Schweiz        | 48,59    |
| 4     | 7    | Niall Flannery  | Großbritannien | 49,17    |
| 5     | 6    | Javier Culson   | Puerto Rico    | 49,36    |
| 6     | 3    | Leford Green    | Jamaika        | 49,59    |
| 7     | 9    | Kurt Couto      | Mosambik       | 50,58    |
| 8     | 2    | Yūki Matsushita | Japan          | 51,10    |

Im dritten Halbfinale ausgeschiedene Hürdenläufer:

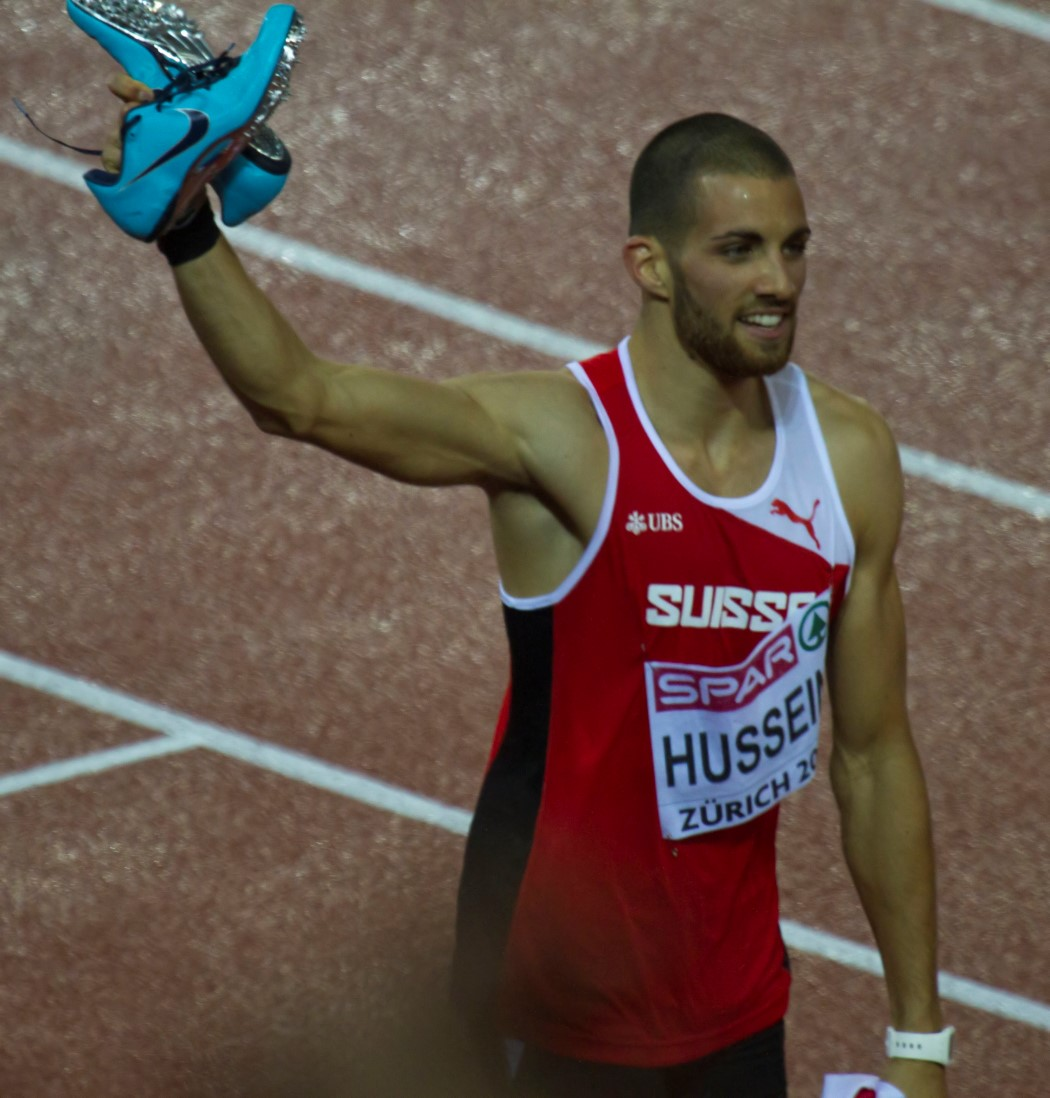
Kariem Hussein Rang drei in 48,59 s
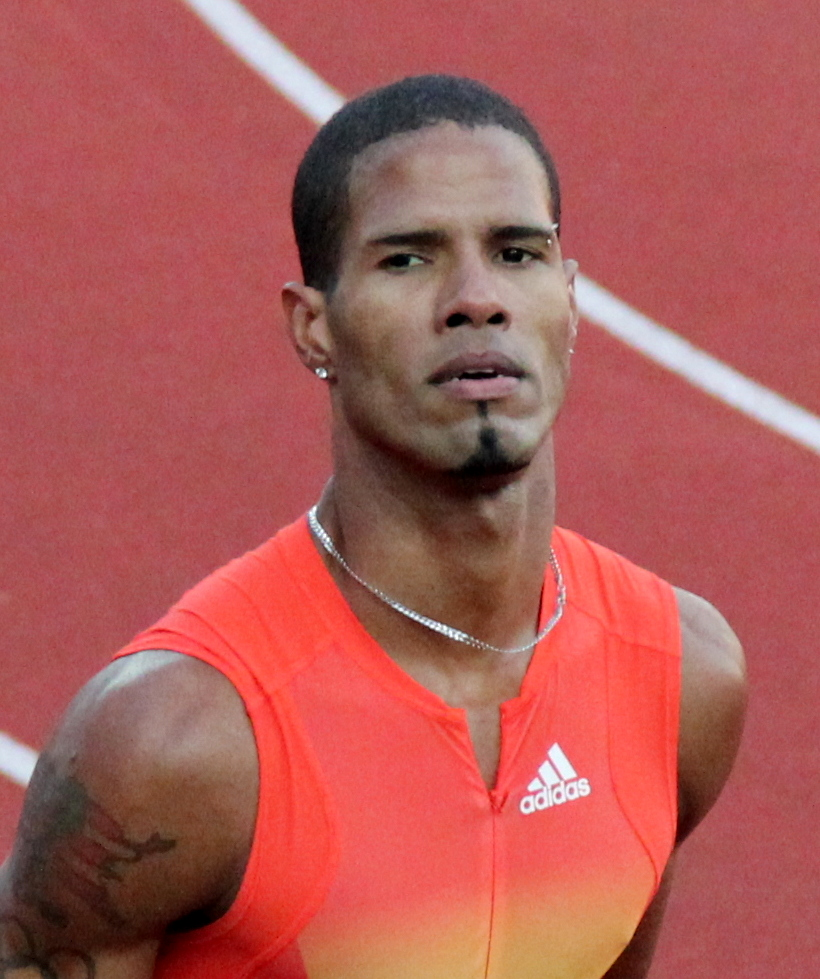
Javier Culson – u. a. zweifacher WM-Zweiter (2009 2011) – Rang fünf in 49,36 s
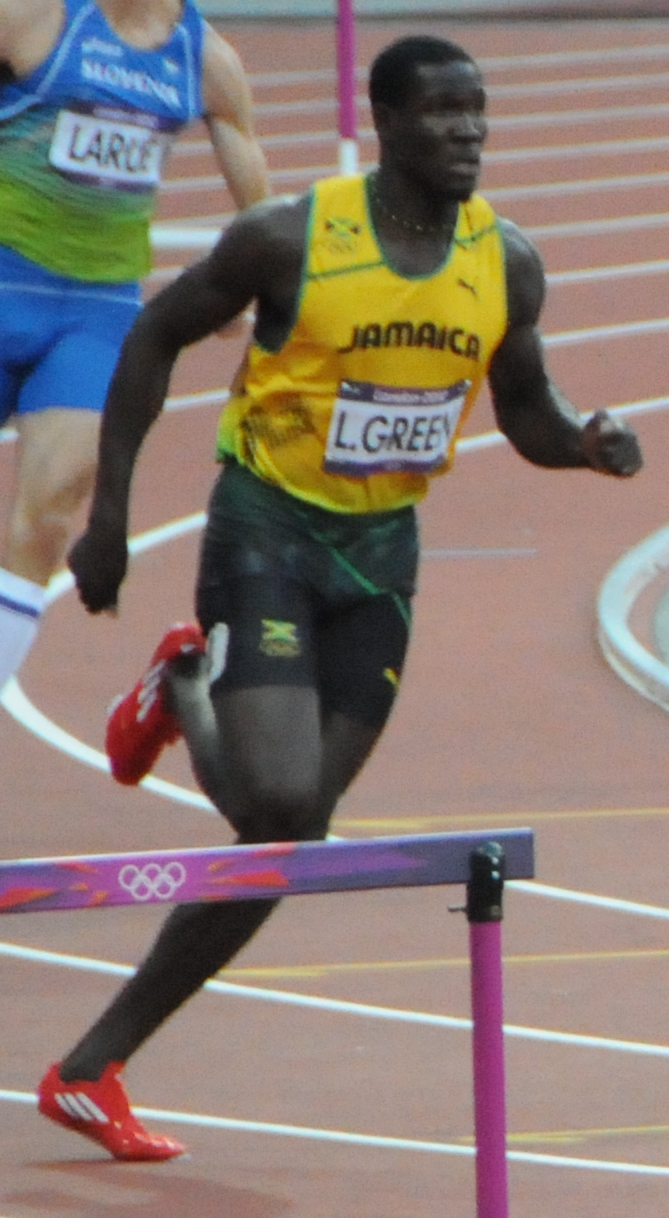
Leford Green Rang sechs in 49,59 s
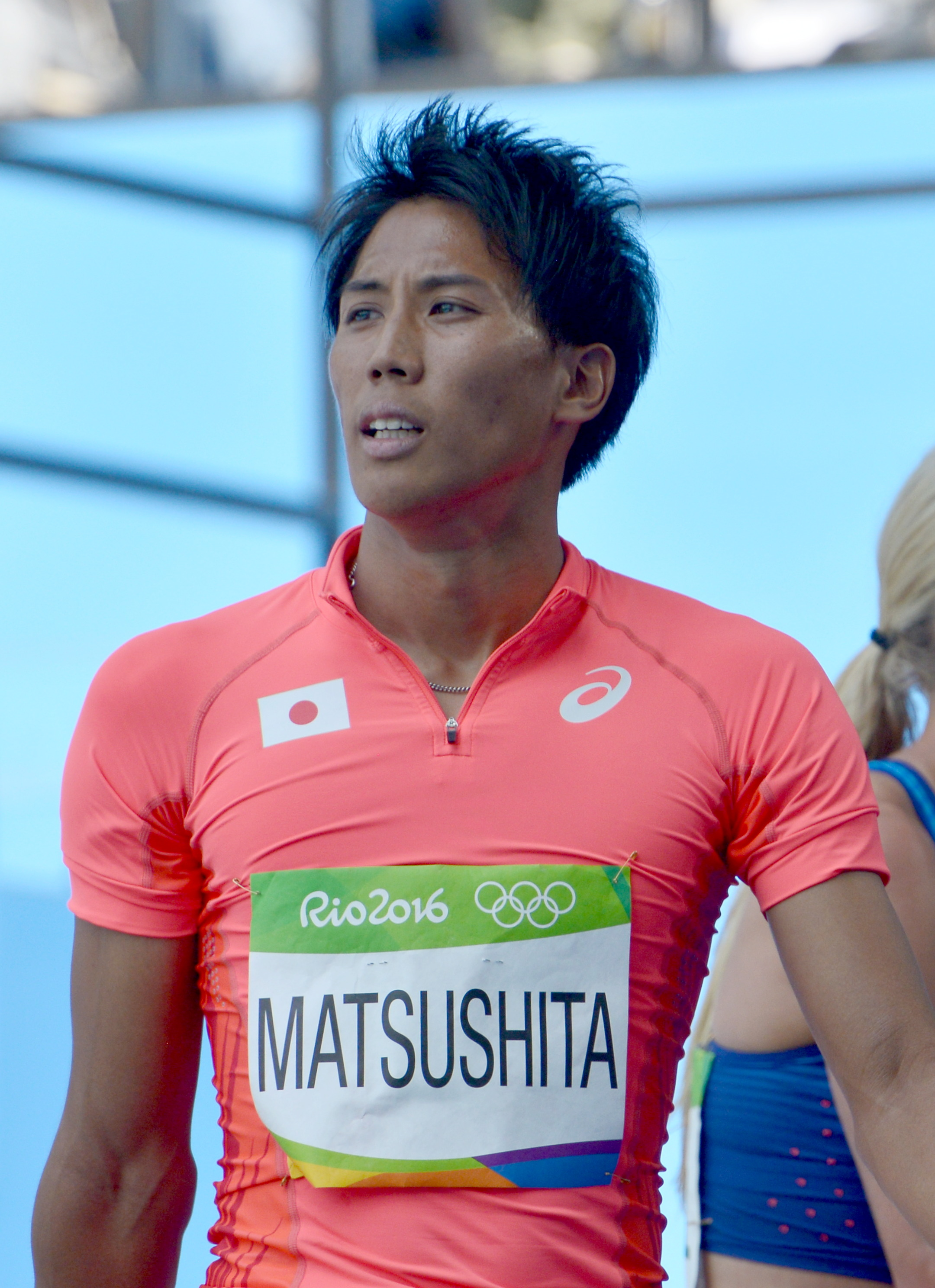
Yūki Matsushita Rang acht in 51,10 s

## Finale
25. August 2015, 20:25 Uhr Ortszeit (14:25 Uhr MESZ)
In diesem Wettbewerb gab es keinen eindeutigen Favoriten. Der amtierende Weltmeister Jehue Gordon gehörte zwar auch hier in Peking zu den Teilnehmern, war jedoch bereits im Vorlauf ausgeschieden. Der US-amerikanische Vizeweltmeister und Olympiazweite von 2012 Michael Tinsley dagegen hatte es ins Finale geschafft. Sein Landsmann Kerron Clement war ebenfalls dem Favoritenkreis zuzuordnen. Mit starken Auftritten in den Semifinalläufen hatten sich auch der Russe Denis Kudrjawzew, der Kenianer Boniface Tumuti und Jeffery Gibson von den Bahamas ins Gespräch gebracht.

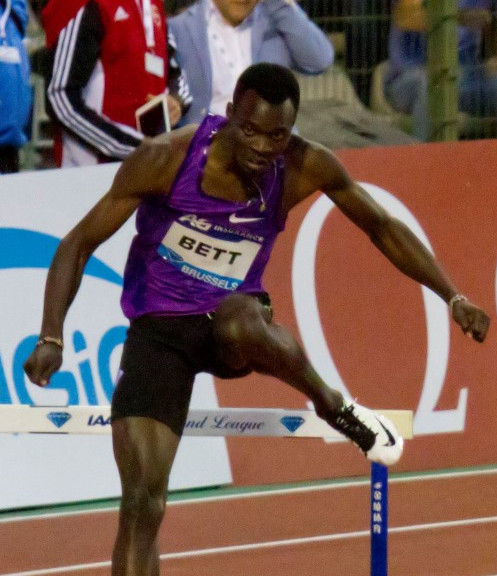
Überraschungsweltmeister Nicholas Betlt

Das Rennen entwickelte sich zu einer hoch spannenden Angelegenheit. Zu Beginn der Zielgeraden hatten noch sechs Läufer Siegchancen. Nur wenige Meter trennten diese sechs Athleten. Kudrjawzew führte hauchdünn vor Gibson und Clement. Knapp dahinter folgten nahezu gleichauf der Kenianer Nicholas Bett und Tinsley vor Tumuti.
Das eindeutig größte Stehvermögen zeigte schließlich Nicholas Bett, der ganz überraschend Weltmeister wurde und mit 47,79 s eine neue Weltjahresbestleistung aufstellte. 26 Hundertstelsekunden nach ihm kam Denis Kudrjawzew als Zweiter ins Ziel. Seine Zeit von 48,05 s bedeutete gleichzeitig neuen russischen Landesrekord. Jeffery Gibson gewann weitere zwölf Hundertstelsekunden dahinter Bronze. Kerron Clement verfehlte den Medaillenrang nur um eine Hundertstelsekunde. Fünfter wurde Boniface Tumuti vor dem Türken Yasmani Copello und dem Polen Patryk Dobek. Michael Tinsley waren zuletzt die Kräfte ausgegangen und er ließ das Rennen nur noch austrudeln, als er sah, dass er nicht um die Medaillen mitkämpfen konnte.
| Platz | Bahn | Athlet           | Land     | Zeit (s) |
| ----- | ---- | ---------------- | -------- | -------- |
|       | 9    | Nicholas Bett    | Kenia    | 47,79 WL |
|       | 6    | Denis Kudrjawzew | Russland | 48,05 NR |
|       | 7    | Jeffery Gibson   | Bahamas  | 48,17 NR |
| 4     | 8    | Kerron Clement   | USA      | 48,18 SB |
| 5     | 4    | Boniface Tumuti  | Kenia    | 48,33    |
| 6     | 2    | Yasmani Copello  | Türkei   | 48,96    |
| 7     | 3    | Patryk Dobek     | Polen    | 49,14    |
| 8     | 5    | Michael Tinsley  | USA      | 50,02    |

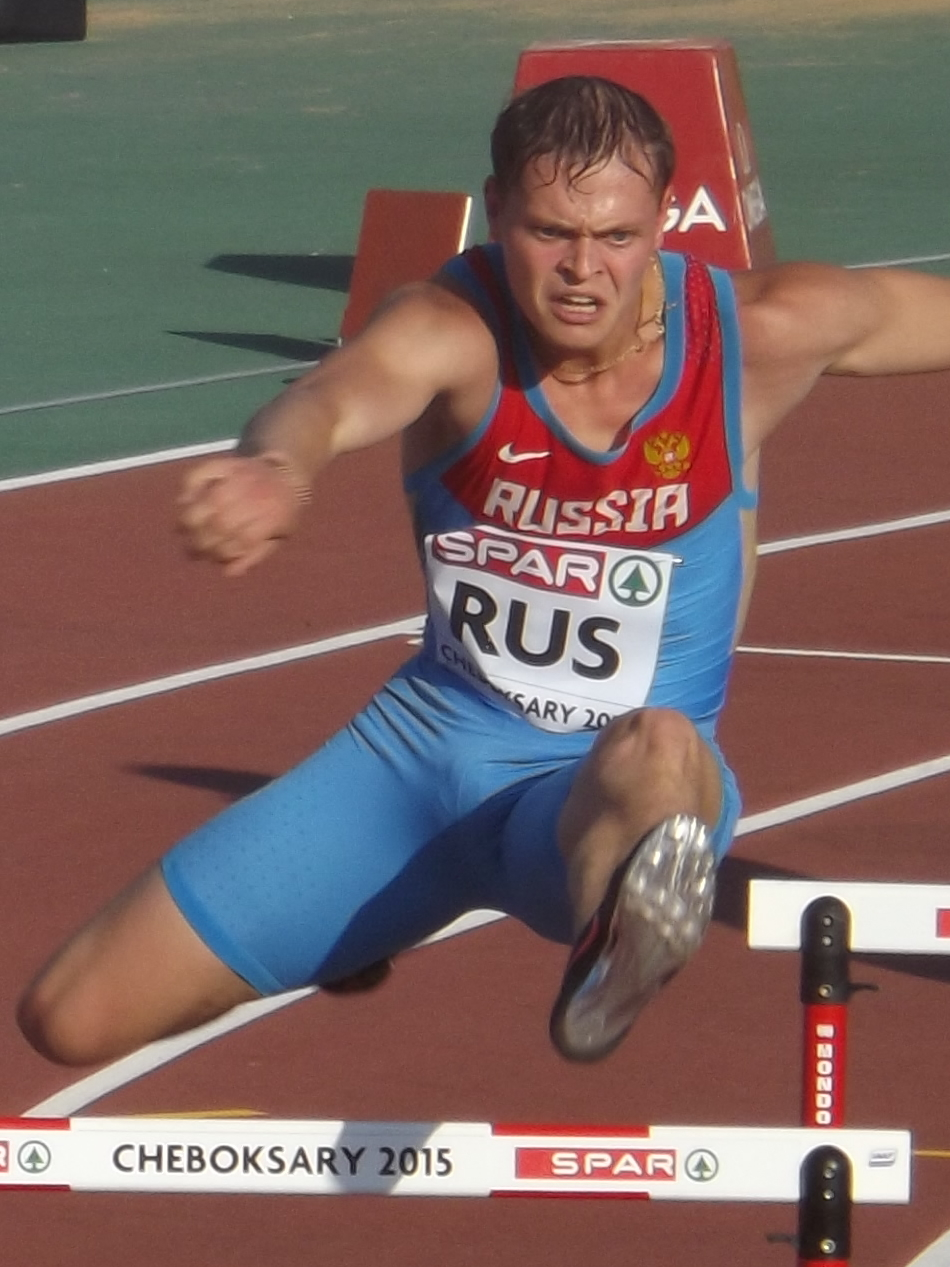
Vizeweltmeister Denis Kudrjawzew
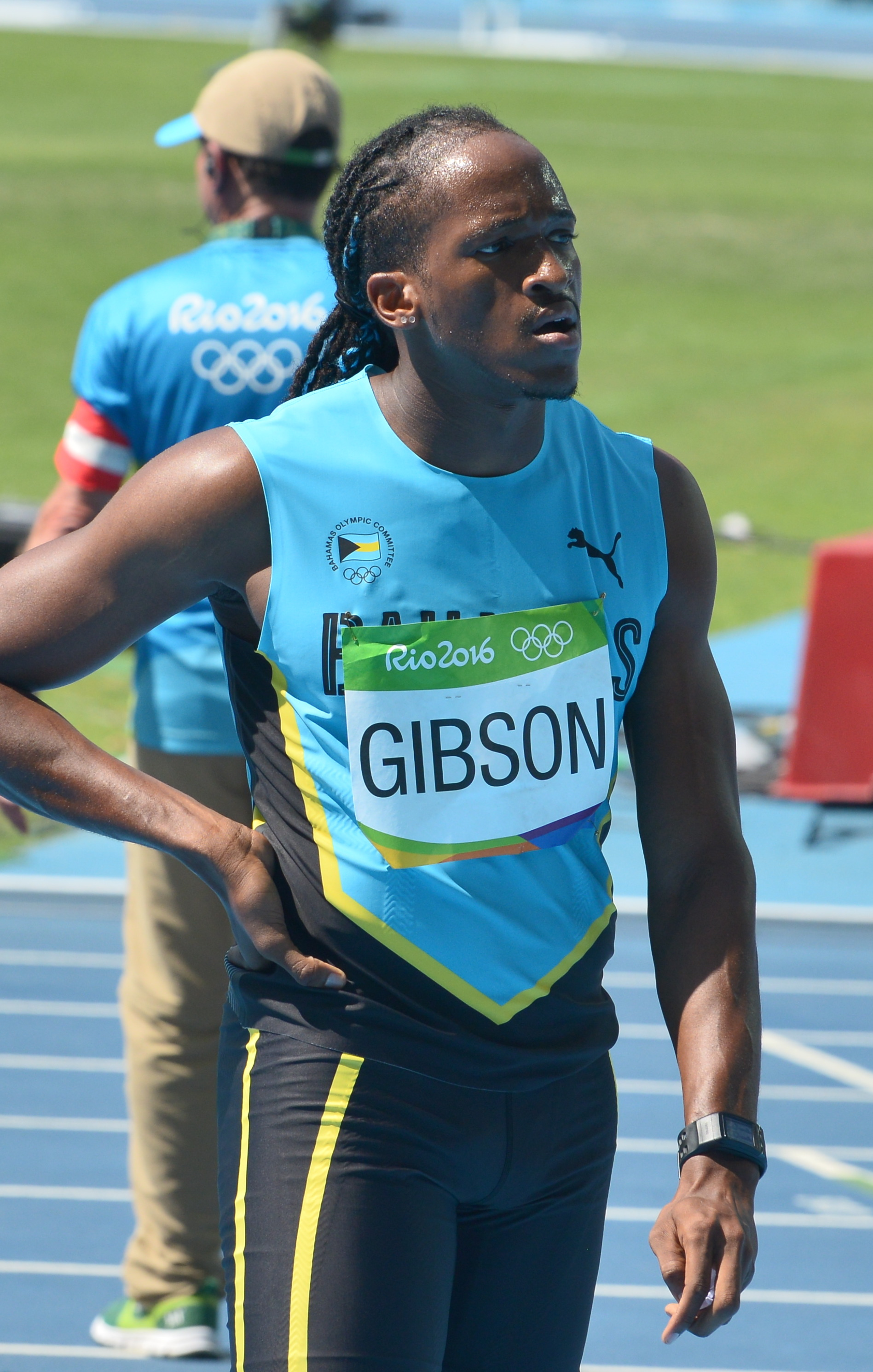
Bronzemedaillengewinner Jeffery Gibson
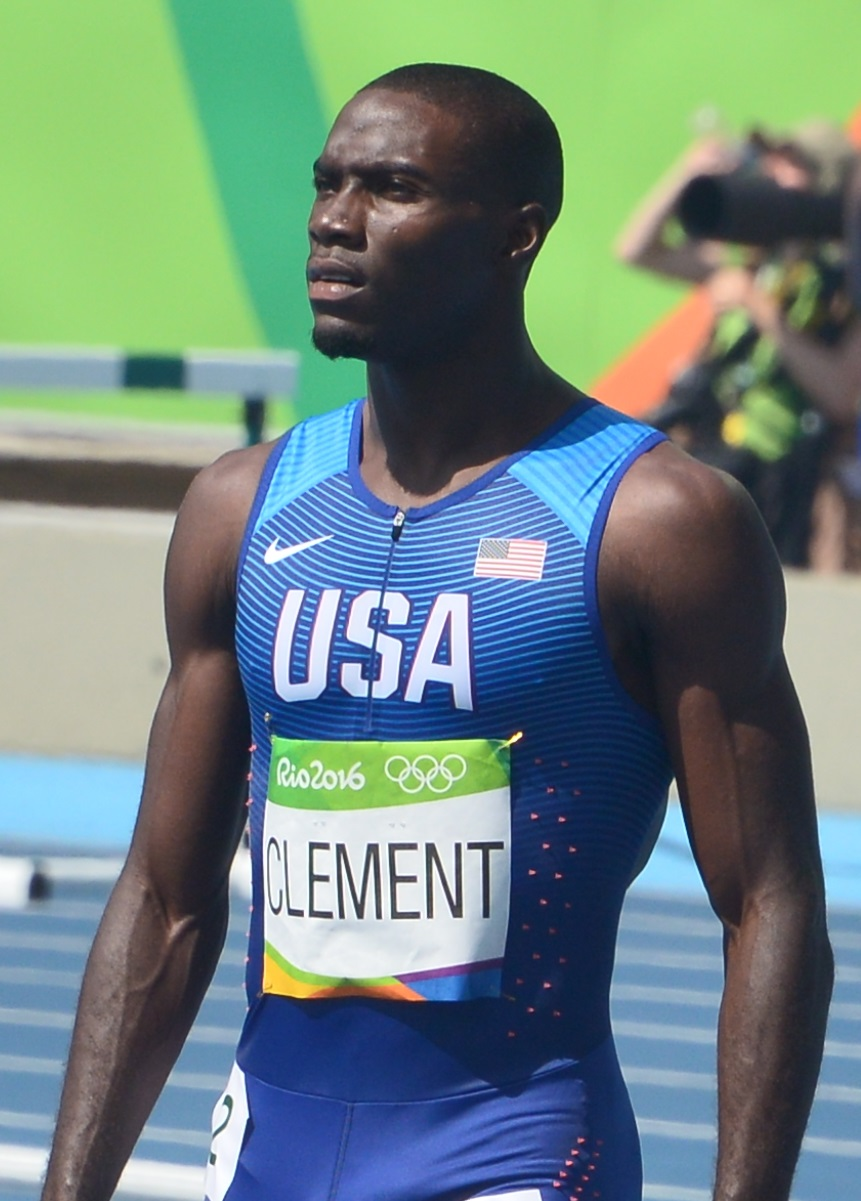
Kerron Clement verpasste als Vierter die Medaille nur um eine Hundertstelsekunde
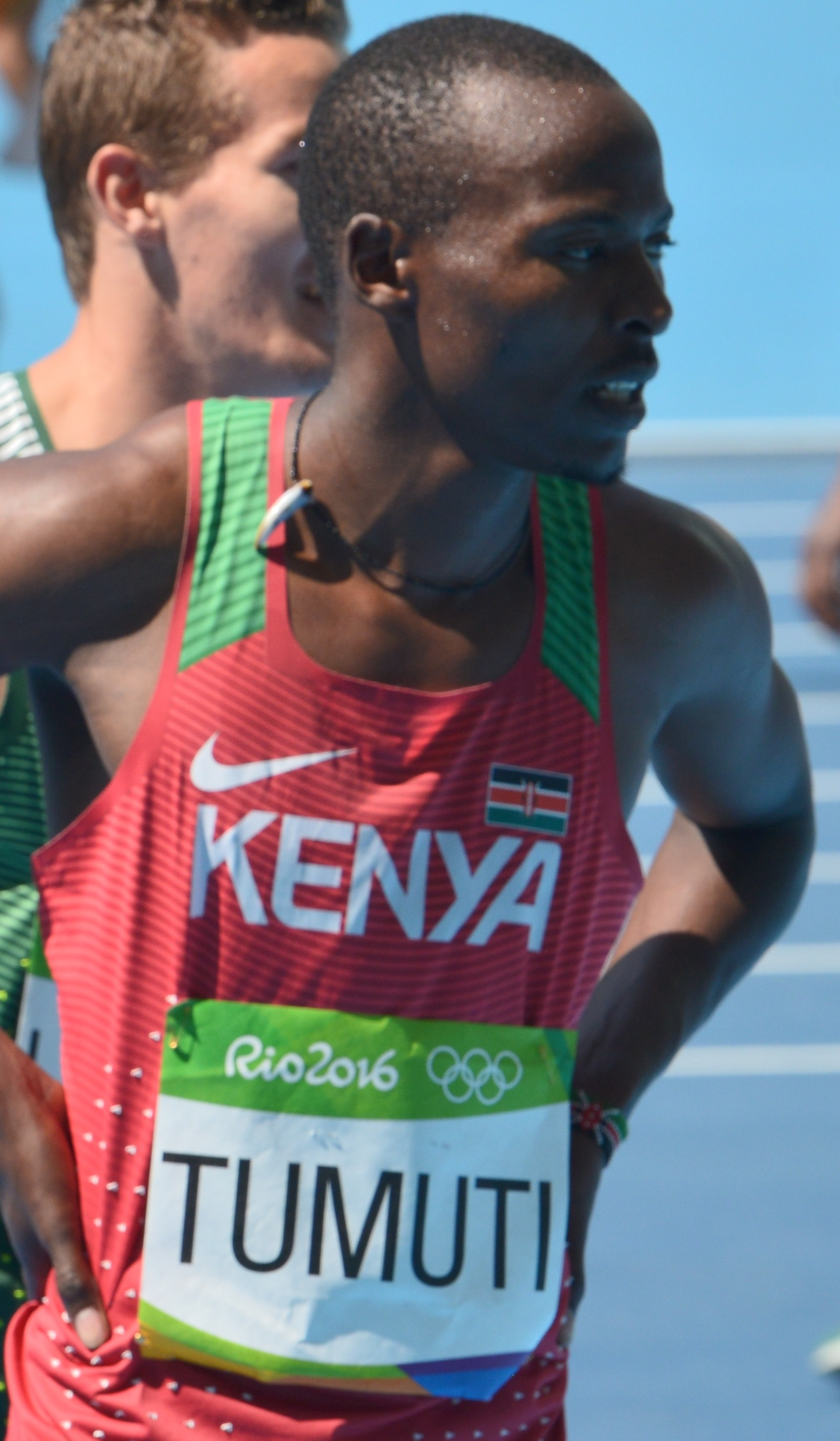
Boniface Tumuti belegte Rang fünf
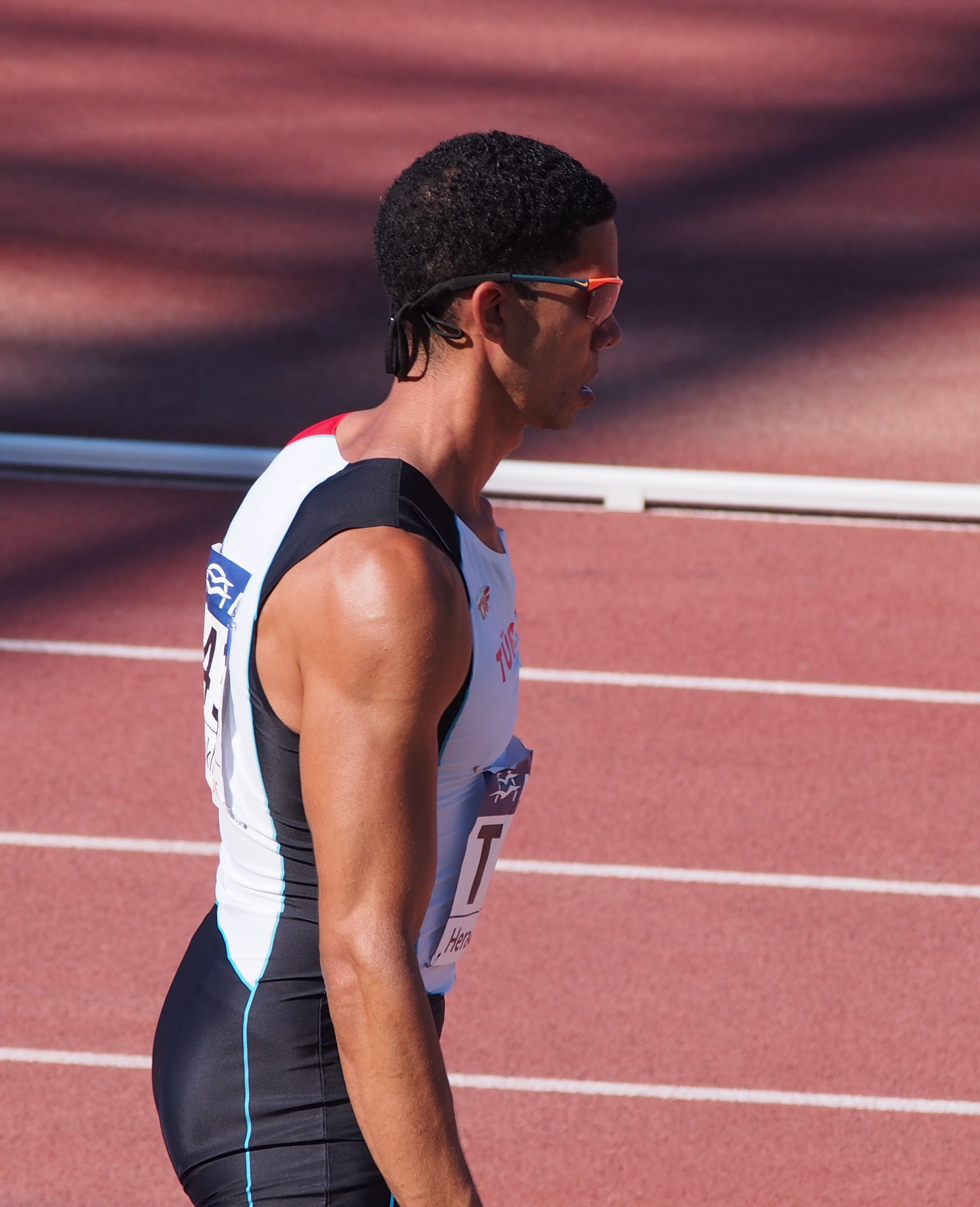
Yasmani Copello wurde Sechster
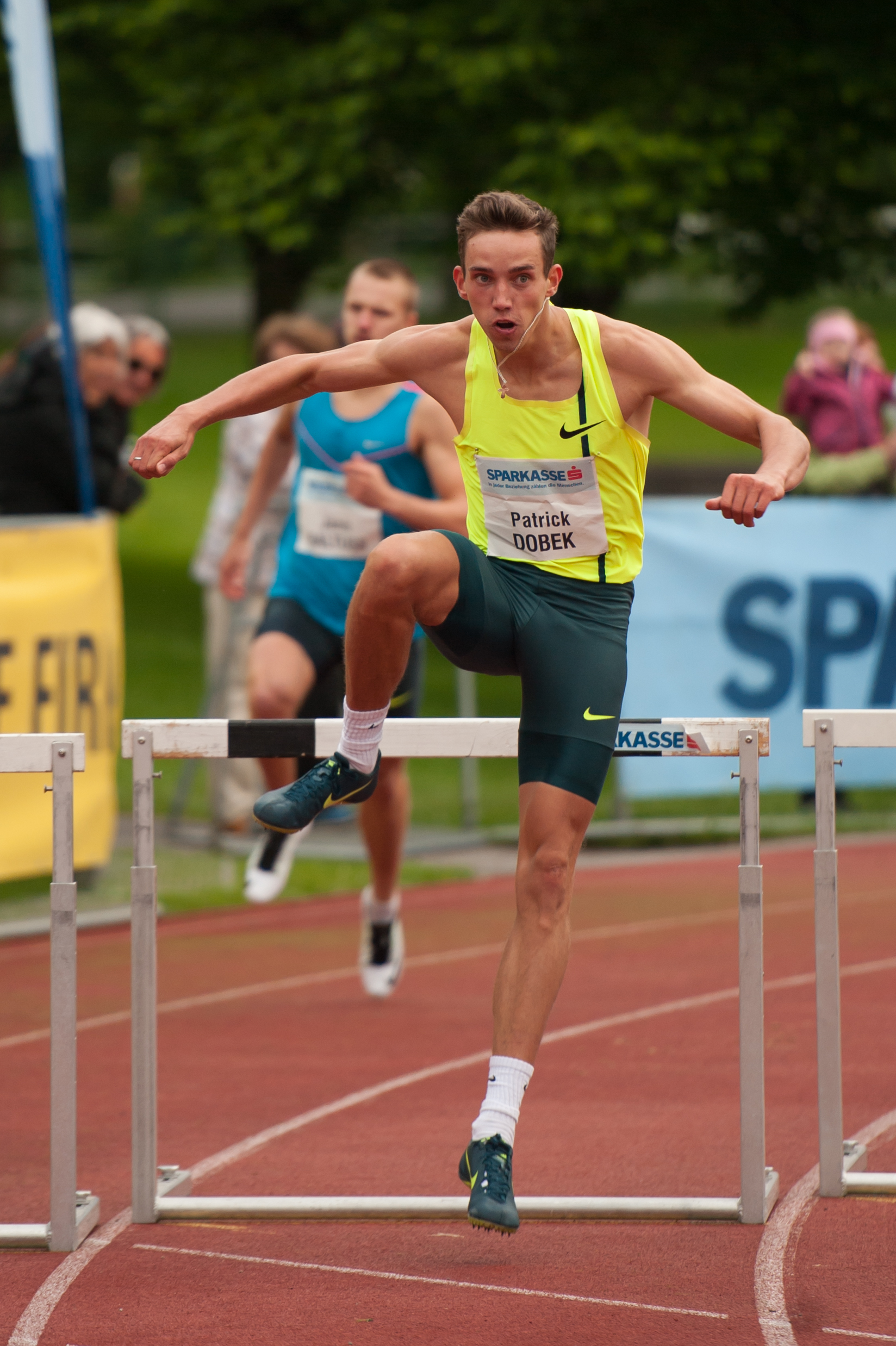
Patryk Dobek kam auf den siebten Platz
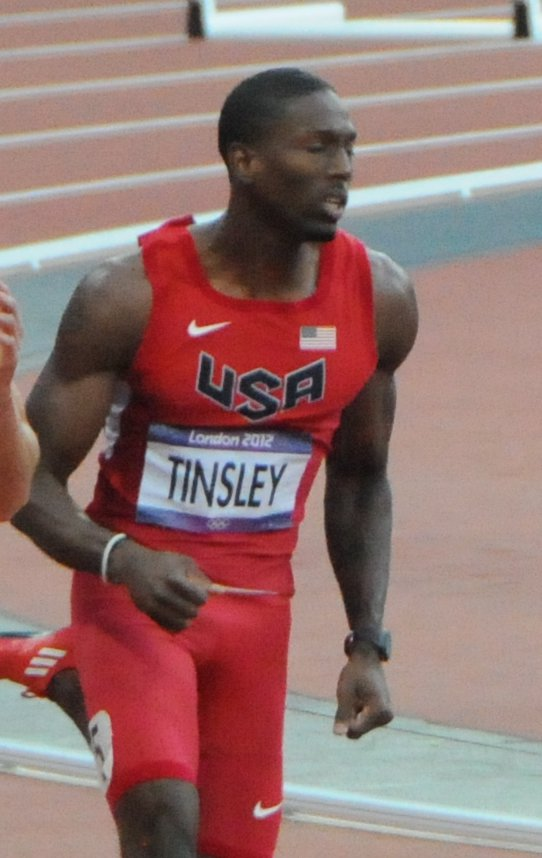
Michael Tinsey belegte im Finale Platz acht

## Video
- Nicholas Bett 47.79 Gold 400m hurdles, auch Zeitlupenwiederholung (spanisch), youtube.com, abgerufen am 14. Februar 2021
- Bett bags historic 400m hurdles gold (englisch), youtube.com, abgerufen am 14. Februar 2021